# Сетимо Торинезе
Сѐтимо Торинѐзе (на италиански: Settimo Torinese; на пиемонтски: 'l Seto, Ъл Сето) е град и община в Метрополен град Торино, регион Пиемонт, Северна Италия. Разположен е на 207 m надморска височина. Към 1 януари 2020 г. населението на общината е 46 925 души, от които 3108 са чужди граждани.